# Маргерит Дирас
Маргерит Донадије, позната као Маргерит Дирас (фр. Marguerite_Duras; 4. април 1914 — 3. март 1996), била је француски романописац, драматичар, сценариста, есејиста и режисерка авангардних филмова. Најпознатија је по писању сценарија за филм "Хирошима,љубави моја" из 1958. године, за који је била номинована у категорији Оскара за најбољи оригинални сценарио, као и по романима Занесеност Лоле В. Стајн (1964) и Љубавник (1984). Љубавник  је награђен Гонкуровом наградом. Своју младост је провела у Индокини, којој је посветила неколико романа: Брана против Пацифика (1950), Љубавник (1984). Кроз књиге и филмове на сцену доводи личности које покушавају да путем љубави, злочина и лудила побегну од усамљености и свакодневнице.

## Одабрана библиографија
- Брана на Пацифику (Un barrage contre le Pacifique, 1950)
- Морнар из Гилбартара (Le Marin de Gibraltar, 1952)
- Модерато кантабиле (Moderato Cantabile, 1958)
- Летње вече - пола једанаест (Dix heures et demie du soir en été, 1960)
- Хирошима љубави моја (Hiroshima mon amour, 1960)
- Поподне господина Андемаса (L'après-midi de M. Andesmas, 1960)
- Занесеност Лоле В. Стајн (Le Ravissement de Lol V. Stein, 1964)
- Љубав (L'Amour, 1973)
- Индија сонг (India Song, 1973)
- Натали Гранжер (Nathalie Granger, 1973)
- Агата (Agatha, 1981)
- Болест смрти (La Maladie de la mort, 1982)
- Љубавник (L'Amant, 1984)
- Бол (1985)
- Стварни живот (La Vie matérielle, 1987)
- Емили Л. (Emily L, 1987)
- Јан Андреа Стајнер (Yann Andréa Steiner, 1992)
- Писати (Écrire, 1993)
- То је све (C'est tout, 1995)

## Одабрана филмографија
- Музика (La Musica, 1967)
- Уништи, она каже (Détruire, dit-elle, 1969)
- Жуто сунце (Jaune le soleil, 1972)
- Натали Гранжер (Nathalie Granger, 1972)
- Жена са Ганга (La Femme du Gange, 1974)
- (1975)